# Monika Kropshofer
Monika Kropshofer (* 14. November 1952 in Neuwied) ist eine deutsche Malerin und Fotografin. Mitte der 2000er Jahre erlangte Kropshofer Bekanntheit durch ihre großformatigen  bemalten Landschafts- und Architekturfotografien, die auf der Grundlage von zahlreichen Reisen und Arbeitsaufenthalten in Europa, Afrika und Asien entstehen.

## Leben und Werk
Von 1972 bis 1977 studierte Monika Kropshofer zunächst Rechtswissenschaften an der Johannes Gutenberg-Universität Mainz. Im Anschluss an ihr zweijähriges Referendariat in Mainz arbeitete sie ab 1980 als Rechtsanwältin zunächst in Mainz, dann in Koblenz und wurde 1982 promoviert. 1983 gründete Kropshofer eine eigene Anwaltskanzlei und war als Prozessanwältin am Oberlandesgericht Koblenz tätig. 1990 gab sie diese Tätigkeit auf, um ein Studium der Kunstgeschichte an der Rheinischen Friedrich-Wilhelms-Universität Bonn aufzunehmen. Parallel dazu arbeitete sie als freischaffende Künstlerin. 1995 beendete sie das Studium.
Ihre autodidaktische künstlerische Ausbildung begann Kropshofer mit der experimentellen Auslotung verschiedener Bildmaterialien und Bildträger. Das Hauptaugenmerk richtete sich von Beginn an auf die Kombination verschiedener Medien, vor allem von Fotografie mit Malerei. Kropshofer bringt Landschafts- und Architekturfotografien auf verschiedenste Bildträger (Glas, Kunststoffplatten, Fotopapier, Jalousien, Kunststofffolien) und bearbeitet diese anschließend malerisch. Dabei verzichtet Kropshofer auf jegliche nachträgliche, digitale Bildbearbeitung. Die Fotografien entstehen während der regelmäßigen Reisen und Arbeitsaufenthalte der Künstlerin in Europa, Afrika und Südostasien. Seit Mitte der 2000er Jahre wurden die Arbeiten großformatiger und raumgreifender und es entstanden nun auch raumgreifende Installationen.
Kropshofers künstlerische Auseinandersetzung kreist stets um den formalen Dialog zwischen dem Bildgegenstand und den verwendeten Medien. Ihre Methode dafür ist die Konstruktion und Dekonstruktion von Räumlichkeit in Abhängigkeit vom jeweiligen Bildträger und das Offenbaren von Verhältnismäßigkeiten der Strukturen in Landschaft und Architektur mithilfe der Malerei. Damit stehen ihre Werke in der Tradition des ureigenen Diskurses der Fotografie, nämlich der Frage nach Abbild und Wirklichkeit, Fiktion und Realität.
Die Künstlerin lebt und arbeitet in Boppard.

## Werke in öffentlichen Sammlungen
- Ludwig Museum Koblenz: ohne Titel (Island), 2010, 70 × 100 cm, Mischtechnik auf Digitaldruck auf Kunststoffplatte
- Stadt Grimmen: ohne Titel (Grimmen), 2007, 2 Werke à 30 × 45 cm, Mischtechnik auf Fotopapier
- Goethe-Institut Taiwan: ohne Titel (Vietnam), 2007, 50 × 75 cm, Mischtechnik auf Fotopapier
- Museum am Strom, Bingen: Ohne Titel, Wernerkapelle I, 2011, 105 × 70 cm, Mischtechnik auf Digitaldruck auf Kunststoffplatte
- Stadt Boppard: Boppard, Kurfürstliche Burg, 2015, 100 × 150 cm, Mischtechnik auf Digitaldruck auf Kunststoffplatte
- Landschaftsverband Rheinland, Langenfeld: Ohne Titel (Gedenkstein Friedhof Hadamar), 2016, 80 × 120 cm, Mischtechnik auf Digitaldruck auf Kunststoffplatte
- Villa Vigoni, Deutsch-Italienisches Zentrum für europäische Exzellenz, Menaggio: Ohne Titel (Weimar, Römisches Haus), 2017, 80 × 120 cm, Mischtechnik auf Digitaldruck auf Kunststoffplatte
- Stadt Lahr: Metamorphosen, 4 Arbeiten, 2018, je 165 × 110 cm, Mischtechnik auf Digitaldruck auf mehrschichtigen Kunststoffplatten

## Ausstellungen (Auswahl)
- Mai–Juni 2007: Rot(T)räume, Showroom Condehouse, Köln
- Juli–September 2007: Strukturen: Wasser und Backstein, Museum und Wasserturm, Grimmen
- Mai–Juni 2008: Transformationen, Städtische Galerie Baumhaus, Wismar
- Oktober–November 2008: Wasser und Stein, Deutsches Kulturzentrum Taipeh
- Februar 2010: Hybrid, Espace Paragon, Luxemburg
- April–Mai 2010: ArchiTextur, Mittelrhein-Museum, Koblenz
- März–Mai 2011: Interventionen, Landesvertretung Rheinland-Pfalz, Berlin
- Januar–Februar 2012: La dialectique de la réflexion, Haus Rheinland-Pfalz, Dijon
- Juli–Oktober 2012: Changing Dream-Streams (I), Museum am Strom, Bingen am Rhein, zusammen mit Elisabeth Bergner[13]
- Oktober–November 2012: Journey of Discovery, Galerie Baum, Seoul
- Februar–März 2013: Raumwelten, Landtag Rheinland-Pfalz, Mainz, zusammen mit Susan Geel
- April–Juni 2013: Changing Dream-Streams (II), Museumkrems, Krems, zusammen mit Elisabeth Bergner
- November 2013: Duett, Galerie Alfred Treiber, Wien, zusammen mit Elisabeth Bergner
- Mai–Juli 2014: New Works, Galerie photo-city, Rangoon
- Februar 2015: Die Welt an sich, Kunsthalle Herrenhof, Neustadt-Mußbach
- Oktober–Dezember 2015: Back to basics, Ausstellung im Museum Boppard, Boppard
- Oktober 2015–Januar 2016: Der Rhein – eine romantische Affäre, StadtGalerie Neuwied, Neuwied
- April–Mai 2016: Private View, Galerie Art nou mil-lenni, Barcelona
- April–Mai 2016: Translucide, Galerie Retrouvailles, Stadtbredimus
- August 2016: Kunstpoststelle, GEDOK-Galerie, Berlin
- März–Mai 2017: Stadt, Land, Fluss, Deutsche Gesellschaft für Internationale Zusammenarbeit, Bonn
- Mai–November 2017: Borderline, Villa Vigoni, Menaggio, Italien
- September–Oktober 2017: Places and Spaces, Wissenschaftszentrum Bonn, Bonn[14]
- Dezember 2017–Januar 2018: Hommage an Elsa Brändström, Frauenmuseum Bonn, Bonn
- März 2018: Der Engel von Sibirien. Elsa Brändström, Tapetenwerk, Leipzig
- März–April 2018: Elsa Brändström, Klosterkirche, Grimmen
- April–Oktober 2018: Metamorphosen, Kunstprojekt auf der Landesgartenschau Baden-Württemberg, Lahr[15]
- September–November 2018: Entdeckungsreise, Galerie VIA, Baden-Baden
- Oktober–November 2018: Zwischen Himmel und Erde, Haus an der Redoute, Bonn-Bad Godesberg
- Oktober–November 2018: Ein Jahrhundert Frauenwahlrecht, Kunstforum GEDOK, Hamburg
- Januar–Februar 2019: Wahrheit und Fiktion, Galerie des Kunstvereins L´Art pour Lahr, Lahr
- Juni–Juli 2019: Heimat 2.0, Ministerium für Heimat, Kommunales, Bau und Gleichstellung des Landes Nordrhein-Westfalen, Düsseldorf
- September 2019 – Januar 2020: Bauhaus – form und reform, Landesmuseum Mainz, Mainz[16]
- Januar–März 2020: Art Salon, Museum Gustavo de Maetzu, Estella-Lizarra
- Juli–Oktober 2020: Paradiese, Stadtgalerie Neuwied, Neuwied
- September–Oktober 2020: Leidenschaft Kunst, GEDOK-Galerie, Hamburg
- Oktober–November 2020: Feuer und Flamme, Kunstforum Eifel, Gemünd
- Juni–Juli 2021: Dialogue among the Antithesis, Museum Crocetti, Rom, Italien[17]
- Juni–Juli 2021: Verborgenes, Haus an der Redoute, Bonn
- September 2021: Contesti, Galerie Arte Borgo, Rom, Italien
- September–Oktober 2021: Schattenseite, Städtische Galerie Schwingeler Hof, Wesseling